# SN 1997P
SN 1997P – supernowa typu Ia odkryta 6 stycznia 1997 roku w galaktyce A105555-0356. Jej maksymalna jasność wynosiła 22,52m.